# Сіаосі Совалені
Сіаосі Офаківахафолау Совалені (28 лютого 1970 , Тонгатапу, Тонгатапу (округ) )  — тонганський політик, що обіймає посаду прем'єр-міністра Тонги з 2021 року 
. 
Раніше він обіймав посаду міністра кабінету міністрів, а з 2014 до 2017 року був заступником прем'єр-міністра Тонги 
.

## Ранній період життя
Совалені родом з Нгелеї, з головного острова Тонги, Тонгатапу. 
Син колишнього заступника прем'єр-міністра Лангі Каваліку 
. 
Навчався в середній школі для хлопчиків Тімару в Новій Зеландії і закінчив її в 1988 
. 
Здобув освіту в Оклендському університеті в Новій Зеландії, здобувши ступінь бакалавра комп'ютерних наук в 1992 
. 
Згодом здобув ступінь магістра в Оксфордському університеті та ступінь магістра ділового адміністрування в Південнотихоокеанському університеті в Суві, Фіджі
. 
В 1996 — 2010 роках працював державним службовцем у Міністерстві фінансів Тонго, а потім працював у Тихоокеанському співтоваристві та Азійському банку розвитку. 
Повернувся в Тонго у 2013 році, щоб працювати як головний виконавчий директор у Міністерстві державних підприємств 
.

## Політична кар'єра
Совалені був вперше обраний до Законодавчих зборів Тонго на парламентських виборах у 2014 році та призначений заступником прем'єр-міністра та міністром навколишнього середовища та комунікацій у кабінеті Акілісі Погіви
. 
На посаді міністра зв'язку він просунув два законопроекти, що дозволяють інтернет-цензуру у 2015 
.
У вересні 2017 року був звільнений за нелояльність до рішення короля Тупоу VI про відставку прем'єр-міністра, розпуск парламенту та призначення нових виборів 

Балотувався на парламентських виборах у Тонго у 2017 році і переобраний як єдиний член парламенту Тонгатапу, який не входить до ДПФД
 . 
Згодом змагався за посаду прем'єр-міністра з Пагивою, але зазнав поразки 12 голосами проти 14 
..
Після смерті Акілісі Погіви Совалені підтримав Погіву Туіонетоа на посаді прем'єр-міністра. 
Був призначений до кабінету Туіонета міністром освіти та професійної підготовки 
.
У січні 2021 року здобув титул Хуакавамейліку, який також належав його батькові 
.
Був переобраний на виборах 2021 року, здобувши найбільшу кількість голосів серед усіх кандидатів на будь-яке місце 
.
У переговорах після виборів став одним із двох головних претендентів на посаду прем'єр-міністра, поряд з Айзаке Еке 
. 
15 грудня 2021 був обраний прем'єр-міністром, перемігши Еке з 16 голосами 
. 
Еке заявив, що оскаржуватиме результати виборів у суді 
. 
Совалені був офіційно призначений прем'єр-міністром 27 грудня 2021 
.